# أنسون وليامز
أنسون وليامز (بالإنجليزية: Anson Williams) (و. 1949  م) هو ممثل، وكاتب سيناريو، ومنتج أفلام، وممثل تلفزي أمريكي، ولد في لوس أنجلوس.

## وصلات خارجية
- أنسون وليامز على موقع IMDb (الإنجليزية)
- أنسون وليامز على موقع ألو سيني (الفرنسية)
- أنسون وليامز على موقع أول موفي (الإنجليزية)
- أنسون وليامز على موقع قاعدة بيانات الأفلام السويدية (السويدية)
- أنسون وليامز على موقع إن إن دي بي (الإنجليزية)
- أنسون وليامز على موقع قاعدة بيانات الفيلم (الإنجليزية)
- أنسون وليامز على موقع كينوبويسك (الروسية)